# Fabian oder Der Gang vor die Hunde
Fabian oder Der Gang vor die Hunde ist ein Filmdrama von Dominik Graf nach dem Roman Fabian. Die Geschichte eines Moralisten von Erich Kästner, das im Juni 2021 im Wettbewerb der Internationalen Filmfestspiele Berlin seine Premiere feierte. Der Kinostart in Deutschland erfolgte am 5. August 2021. Die Geschichte spielt in Berlin Anfang der 1930er Jahre. Im Rahmen der Verleihung des Deutschen Filmpreises 2021 wurde Fabian mit der Silbernen Lola ausgezeichnet.

## Handlung
Berlin, Anfang der 1930er Jahre am Ende der Weimarer Republik: Um seine Miete bezahlen zu können, arbeitet der 32-jährige Germanist und angehende Schriftsteller Dr. Jakob Fabian tagsüber als Werbetexter für einen Zigarettenhersteller. Deutschland befindet sich im Niedergang, nicht nur moralisch, sondern auch wirtschaftlich und politisch.
Nachts zieht Fabian mit seinem besten Freund Stephan Labude, der aus einer wohlhabenden Familie stammt, durch die Bars und Kneipen von Berlin, Bordelle und Künstlerateliers. Die beiden jungen Männer kennen sich noch aus Studienzeiten. Labude, ebenso wie Fabian promovierter Germanist, ist Habilitand. Er beschäftigt sich in seiner Habilitationsschrift mit dem Aufklärer Gotthold Ephraim Lessing und glaubt, trotz seines familiären Hintergrunds, fest an die Linken als politische Kraft. Als Fabian aufgrund der Weltwirtschaftskrise seine Anstellung als Werbetexter verliert und das Geld zum Leben immer knapper wird, ist es auch an ihm, sich anzupassen. Als die reiche Nymphomanin Irene Moll ein Auge auf Fabian wirft, muss auch er in eine andere Rolle schlüpfen, um von ihr unterstützt zu werden.
Eines Nachts lernt Fabian in einem Nachtclub die 25-jährige Cornelia Battenberg kennen, die als Bardame arbeitet. Sie verlieben sich. Sie weiß nicht, ob sie als Rechtsanwältin oder doch lieber als Schauspielerin arbeiten soll. Zufälligerweise wohnt sie im selben Haus Schaperstraße 4 wie Fabian. Cornelia ist an einer romantischen Beziehung zwar nicht uninteressiert, gibt ihrem beruflichen Weiterkommen allerdings Vorrang. Fabian verliert sie an einen Filmproduzenten und dann auch noch platonisch an Labude. Dieser nimmt sich das Leben, nachdem er eine sehr schlechte Bewertung seiner eingereichten Habilitationsschrift erhält. Allerdings entspricht diese Einschätzung nicht der Ansicht des betreuenden Professors, sondern stellt sich im Nachgang als böse Posse eines Mitarbeiters der Universität heraus, der Labude politisch mit Abneigung gegenüberstand. Fabian will Cornelia wiedersehen. Sie vereinbaren ein Treffen, zu dem es jedoch nicht mehr kommen wird, weil er bei der Rettung eines Kindes, das aus großer Höhe von einem Viadukt in einen Fluss springt, ertrinkt. Am Ende des Films wird die Bücherverbrennung unter der NS-Diktatur gezeigt.

## Literarische Vorlage
Der Film basiert auf dem Roman Fabian. Die Geschichte eines Moralisten von Erich Kästner aus dem Jahr 1931. Darin wird der Protagonist, der Germanist Dr. phil. Jakob Fabian, der als Werbetexter beziehungsweise Propagandist tätig ist, mit dem Unmoralischen im Berliner Nachtleben konfrontiert. Auch wenn er in Bordellen, Unterweltkneipen und Künstlerateliers verkehrt, bleibt er dennoch dort ein einigermaßen distanzierter Beobachter. Während er anfangs vieles noch ironisch betrachtet, entwickelt sich Fabian im Laufe des Romans zum Realisten, nachdem er immer wieder von den Menschen enttäuscht wurde. Nach der Begegnung mit Cornelia Battenberg beginnt er daran zu arbeiten, seine pessimistische Grundhaltung aufzugeben, nur um auch von ihr enttäuscht zu werden, als er seine Arbeit verliert. Nach dem Suizid seines Freundes Labude kehrt Fabian in seine Heimatstadt Dresden zurück, wo er bald bei dem Versuch, einen in den Fluss gefallenen Jungen zu retten, ertrinkt.
Der titelgebende Protagonist trägt autobiografische Züge seines Autors. Wie Fabian trug auch Kästner aus dem Ersten Weltkrieg ein Herzleiden davon. Als damals 18-jähriger Rekrut blieb Kästner, im Gegensatz zu Fabian, hierdurch ein Kampfeinsatz erspart. Die Erfahrungen machten Kästner zum Pazifisten, der sich nach dem Zweiten Weltkrieg gegen die Remilitarisierung aussprach. Diese Einstellung teilt er mit Fabian, der es ablehnt, auf Tontauben zu schießen, und wegen der Salven zusammenschreckt.
Das Schlüsselwerk von Erich Kästner sollte ursprünglich unter dem Titel Der Gang vor die Hunde erscheinen, musste dann aber gekürzt werden und wurde mit dem neuen Titel versehen, der weniger negativ wirken sollte. Von den Nationalsozialisten wurde der Roman als „entartet“ erachtet und fiel den Bücherverbrennungen zum Opfer. Im Jahr 2013 erschien der Roman in der von Kästner ursprünglich vorgesehenen Fassung.
Der Roman wurde zuvor bereits unter dem Titel Fabian mit Hans-Peter Hallwachs in der Titelrolle von Wolf Gremm verfilmt. Der Film wurde 1980 mit dem Bundesfilmpreis ausgezeichnet.

## Produktion

### Stab und Besetzung
Regie führte Dominik Graf, der gemeinsam mit Constantin Lieb auch das auf Kästners Romanvorlage basierende Drehbuch schrieb.
Die Titelrolle von Dr. Jakob Fabian wurde mit Tom Schilling besetzt. In weiteren Rollen sind Albrecht Schuch als sein Freund Stephan Labude, Saskia Rosendahl als Cornelia Battenberg, Michael Wittenborn, Petra Kalkutschke, Elmar Gutmann, Eva Medusa Gühne und Meret Becker zu sehen.
Der Film wurde von der Lupa Film GmbH produziert und entstand in Koproduktion mit DCM Pictures, ZDF und ARTE. Vom Medienboard Berlin-Brandenburg erhielt das Projekt eine Produktionsförderung in Höhe von 450.000 Euro.

### Dreharbeiten und Musik
Die Dreharbeiten wurden am 30. Juli 2019 begonnen. Bis September 2019 entstanden Aufnahmen in Görlitz (zum Beispiel am Neißeviadukt und in der Jakobstraße), Berlin und in den Schwesternhäusern im Bautzener Ortsteil Kleinwelka. Dort entstanden Szenen, die in Fabians Elternhaus spielen. Genau wie bei den Szenen, die in Görlitz aufgenommen wurden, spielt die Handlung dabei eigentlich in Dresden.

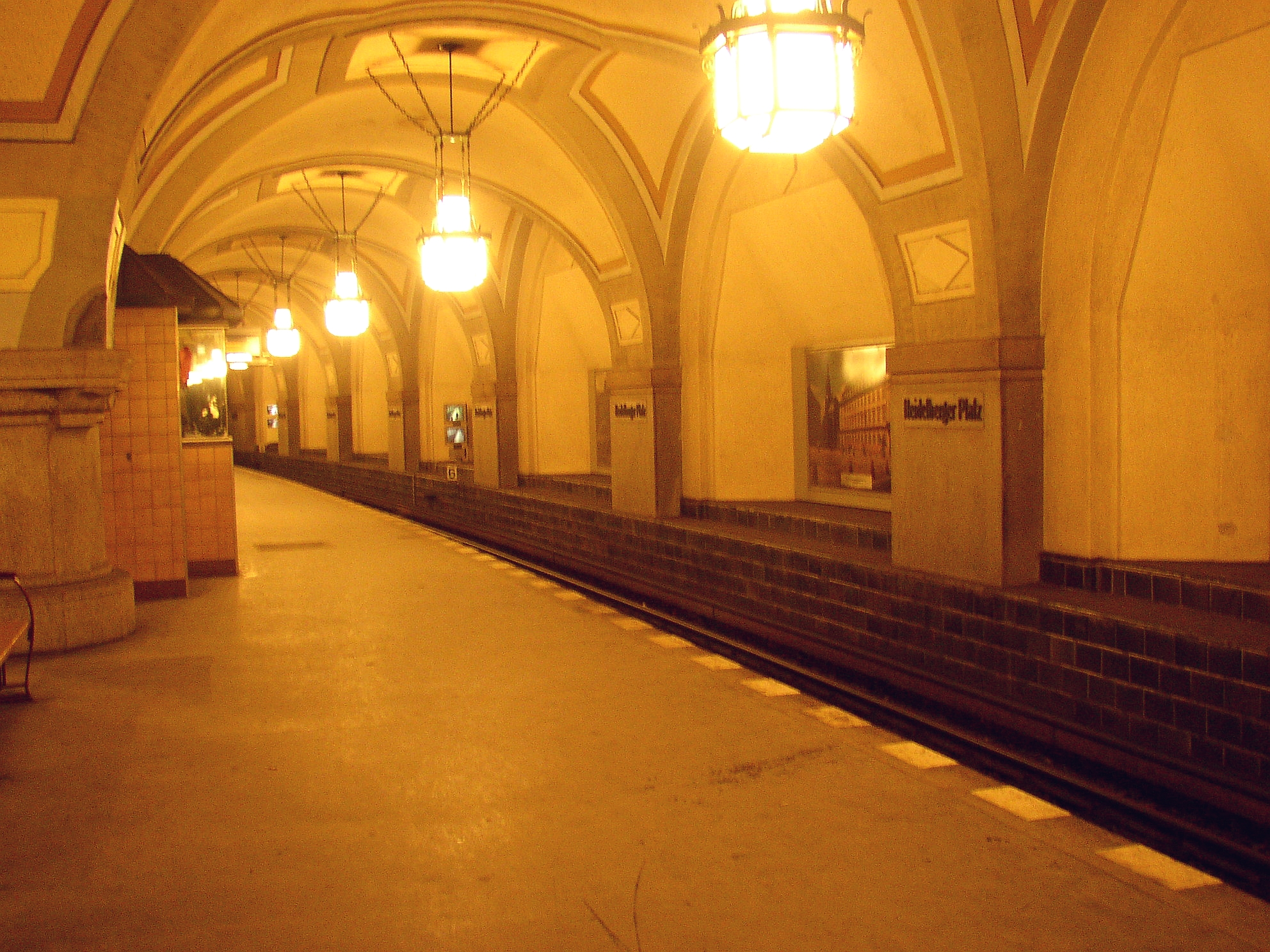
Die Reise in das Jahr 1931 beginnt am U-Bahnhof Heidelberger Platz. Die Kamera geleitet den Zuschauer durch den Bahnhof die Treppe hinauf ins Tageslicht

Als Kameramann fungierte Hanno Lentz. Während der Dreharbeiten kamen vorwiegend Handkameras zum Einsatz. Lentz drehte im Akademie-Verhältnis 1,33:1 und damit dem gängigen Kinoformat der Zeit, in der Fabian oder Der Gang vor die Hunde spielt. Lentz lässt den Film mit einer Kamerafahrt durch den heutigen Berliner U-Bahnhof Heidelberger Platz beginnen, an zahlreichen Menschen vorbei den gesamten Bahnsteig entlang und geleitet den Zuschauer die Treppe hinauf ins Tageslicht mitten in das Jahr 1931 hinein.
Über das, was von dieser Fabian-Geschichte im Berlin der 1930er Jahre auf heute passt, sagte Schilling im TV-Magazin Kulturzeit bei 3sat: „Irgendwie ist sie total heutig. Und diese Figuren wie Jakob Fabian, die so durch die Zeit taumeln und eher zuschauen und mit so einem Fatalismus und fast einem Ekel auf die überhitzte Gesellschaft schauen und auf das, was um sie herum passiert, die, glaube ich, gibt es auch jetzt, und viele Menschen fühlen auch so, in diesem überhitzten Diskurs, den wir gerade haben.“
Die Filmmusik komponierten Florian van Volxem und Sven Rossenbach. Im Film sind zudem einige Male Originalaufnahmen von Schellackplatten der damaligen Zeit zu hören, darunter mehrmals die Weintraub Syncopators und die Five Songs (Abels) mit dem Titel "Immer wenn ich glücklich bin". Unter anderem spielt Fabian das Lied während er den Abschiedsbrief seines Freundes Labude liest.

### Marketing und Veröffentlichung
Ab Anfang Oktober 2020 wurde das Projekt beim European Work in Progress Cologne vorgestellt. Der erste Trailer wurde im Februar 2021 präsentiert. Im Juni 2021 wurde der Film im Rahmen der Internationalen Filmfestspiele Berlin im Wettbewerb gezeigt und feierte hier seine Weltpremiere. Dort erfolgten ab 10. Juni 2021 Vorstellungen beim Open Air stattfindenden Summer Special. Die Schweizer Premiere soll ebenfalls im Juni 2021 beim Bildrausch Filmfest Basel erfolgen. Im Juni 2021 wurde der Film auch in der Juni-Edition des International Film Festival Rotterdam in der Reihe Harbour gezeigt. Ein Kinostart in Deutschland erfolgte am 5. August 2021 im Verleih von DCM. Ende August 2021 wurde er beim norwegischen Filmfestival in Haugesund vorgestellt. Im Oktober 2021 wurde er beim Busan International Film Festival gezeigt. Im Herbst 2021 wurde er im Rahmen der SchulKinoWochen gezeigt, unter anderem in Berlin. Ende Januar, Anfang Februar 2022 wurde er beim Göteborg International Film Festival vorgestellt. Im März 2022 wurde er beim Luxembourg City Film Festival gezeigt. Im Juni 2022 wird er beim Filmfest Emden-Norderney vorgestellt.

## Rezeption

### Kritiken und Besucherzahlen
Der Film schnitt im internationalen Kritikerspiegel der britischen Fachzeitschrift Screen International von allen 15 Wettbewerbsfilmen der Berlinale 2021 mit 3,1 von vier möglichen Sternen am drittbesten ab (gemeinsam mit dem südkoreanischen Beitrag Introduction), während der japanische Spielfilm Das Glücksrad und die deutsche Dokumentation Herr Bachmann und seine Klasse die Rangliste mit je 3,3 Sternen anführten.
Thomas Schultze von Blickpunkt:Film nennt Fabian Dominik Grafs Meisterwerk, das insofern Erinnerungen an Wolf of Wall Street von Martin Scorsese wecke, als in beiden Fällen erfahrenste Filmemacher alles auf eine Karte setzten, ihr gesamtes Können und Wissen in die Waagschale werfen, um ein Sittengemälde zu entwerfen, das einen Blick zurückwirft, aber mit beiden Beinen fest in der Gegenwart steht. Dabei zehre der Film von Grafs enzyklopädischem Filmwissen und dessen Lust an der unorthodoxen Erzählung.
Carolin Ströbele urteilt in der Zeit, dass Graf „sich zum Maßstab genommen habe, seinen Fabian in etwa so lang zu halten, wie man zum Lesen des Buches brauche. Mit knapp drei Stunden ist ihm das gelungen, und es gibt nur wenige Minuten, die man rückblickend als ‚zu viel‘ bezeichnen möchte“. Grafs Film könne man durchaus als Hommage an das Filmeschaffen selbst sehen: „Weiß, Stummfilm, Tonfilm, körniges Super 8 und hyperrealistische HD-Optiken wechseln sich fast unmerklich ab. Ab und an (und vor allem: nie zu oft) streut Graf ein paar historische Aufnahmen aus den Dreißigern ein, und einmal laufen seine Protagonisten vor ihrer Haustüre über Stolpersteine.“ „Verzweifelt liebende Männer“ seien Grafs Spezialität, und ein Liebesfilm sei Fabian wohl am ehesten, „ein Film über Männer und Frauen, und wenn man zuhört, was Erich Kästner über das Verhältnis der beiden Geschlechter zueinander wusste, war das schon ziemlich avanciert“.
Patrick Wellinski nennt Fabian im Deutschlandfunk Kultur Dominik Grafs „reifsten und besten Spielfilm. (...) Filmisch haben wir es hier mit der sicherlich wichtigsten deutschen Literaturverfilmung seit Volker Schlöndorffs Blechtrommel zu tun. Dominik Graf bemüht die ganze Klaviatur der Filmgeschichte. Zeigt, wie modernes audiovisuelles Erzählen aussehen kann. Intelligent und verspielt, dramatisch und leicht. Kurzum: Ein großer Wurf!“
Von der Deutschen Film- und Medienbewertung wurde Fabian oder Der Gang vor die Hunde mit dem Prädikat Besonders wertvoll versehen. Das Ensemble sei bis in die kleinste Nebenrolle hochkarätig und spielstark besetzt, und als Glücksgriff entpuppe sich das Hauptrollentrio mit Tom Schilling, Saskia Rosendahl und Albrecht Schuch. Schilling sei die ideale Besetzung dieses dahintreibenden Protagonisten, der voller Fatalismus durch ein Berlin im Umbruch flaniert und dann doch bereit ist, an die ganz große Liebe zu glauben, die auch seinem Leben eine Bestimmung gebe.
Kathleen Hildebrand bezeichnet den Film in ihrer Rezension für die Süddeutsche Zeitung als „Meisterwerk“. Hauptdarsteller Tom Schillings „leicht maulende Art zu sprechen, seine zähe Zartheit, seine Ernsthaftigkeit“ machten ihn „zu einem Fabian, der nicht vor Moral versauert, sondern glaubhaft an der Welt verzweifelt“. Regisseur Dominik Graf gebe außerdem der „schönen Liebesgeschichte“ zwischen Cornelia und Fabian „mehr Zeit, mehr Luft zum Atmen und Wachsen“ als der Roman es tue und schaffe es, das Heutige an der Romanvorlage zu finden.
Ryan Lattanzio von IndieWire schreibt, der Film sei, obwohl er im Berlin der frühen 1930er Jahre spielt, nur wenig an der Treue zu Details aus dieser Zeit interessiert. Die Kostüme von Barbara Grupp seien nicht immer wie aus der Weimarer Republik, einige seien gar auffallend aktuell, und dies sei auch bei dem Bühnenbild von Claus-Jürgen Pfeiffer zu beobachten. Ästhetisch betrachtet sei Fabian faszinierend mit seinen kontrapunktischen Bildern. Graf mache Fabian zu einem unvorhersehbaren visuellen Erlebnis, das für einen 68-jährigen Filmemacher, „dem das Benzin nicht ausgeht“, aufregend experimentell sei. Schilling überzeuge dabei in der Rolle des Mannes, der versucht, seine großen Bestrebungen mit einem Ausverkauf in Einklang zu bringen, was Fabian nicht einmal gut zu machen scheint. In einer kleineren Rolle sei Saskia Rosendahl bemerkenswert, die Cornelia als eine Frau spiele, die wie alles andere in seinem Leben von Fabian idealisiert wird, und die er als eine Art Gefäß betrachtet, in das er seine Hoffnungen und Misserfolge projizieren kann. Frauen, wie die Prostituierten mit ihrem vielen Make-up, die wie einem Gemälde von Toulouse-Lautrec entstiegen schienen, kämen ansonsten im Film nicht gut weg, was möglicherweise etwas mit Frauenfeindlichkeit im Ausgangsmaterial zu tun habe, so die Meinung von Lattanzio.
In Deutschland verzeichnet der Film 112.938 Kinobesucher.

### Auszeichnungen
Im Mai 2021 wurde Fabian oder Der Gang vor die Hunde in die Vorauswahl für den Deutschen Filmpreis aufgenommen. Zudem befand sich der Film in einer Vorauswahl für den Europäischen Filmpreis 2021. Von den Produzenten wurde Fabian oder Der Gang vor die Hunde des Weiteren für die Auswahl des deutschen Beitrags für die Oscarverleihung 2022 eingereicht. Im Folgenden eine Auswahl weiterer Auszeichnungen und Nominierungen.
Bayerischer Filmpreis 2022
- Auszeichnung für die Beste Regie (Dominik Graf)
- Auszeichnung für die Beste Bildgestaltung (Hanno Lentz)[36]

Deutscher Filmpreis 2021
- Auszeichnung mit der Silbernen Lola in der Kategorie Bester Spielfilm
- Nominierung für die Beste Regie (Dominik Graf)
- Nominierung für das Beste Drehbuch (Constantin Lieb und Dominik Graf)
- Nominierung für die Beste weibliche Hauptrolle (Saskia Rosendahl)
- Nominierung für die Beste weibliche Nebenrolle (Meret Becker)
- Auszeichnung für die Beste Kamera und Bildgestaltung (Hanno Lentz)
- Nominierung für das Beste Szenenbild (Claus Jürgen Pfeiffer)
- Nominierung für das Beste Kostümbild (Barbara Grupp)
- Nominierung für das Beste Maskenbild (Nannie Gebhardt-Selle und Anna Freund)
- Auszeichnung für den Besten Filmschnitt (Claudia Wolscht)

Edimotion – Festival für Filmschnitt und Montagekunst 2022
- Nominierung für den Besten Filmschnitt (Claudia Wolscht)[37]

Festival des deutschen Films 2021
- Nominierung für den Filmkunstpreis
- Nominierung für den Rheingold-Publikumspreis[38]

Günter-Rohrbach-Filmpreis 2021
- Auszeichnung mit dem Günter-Rohrbach-Filmpreis[39]
- Auszeichnung mit dem Darstellerpreis (Tom Schilling)
- Auszeichnung mit dem Preis des Saarländischen Rundfunks (Saskia Rosendahl)

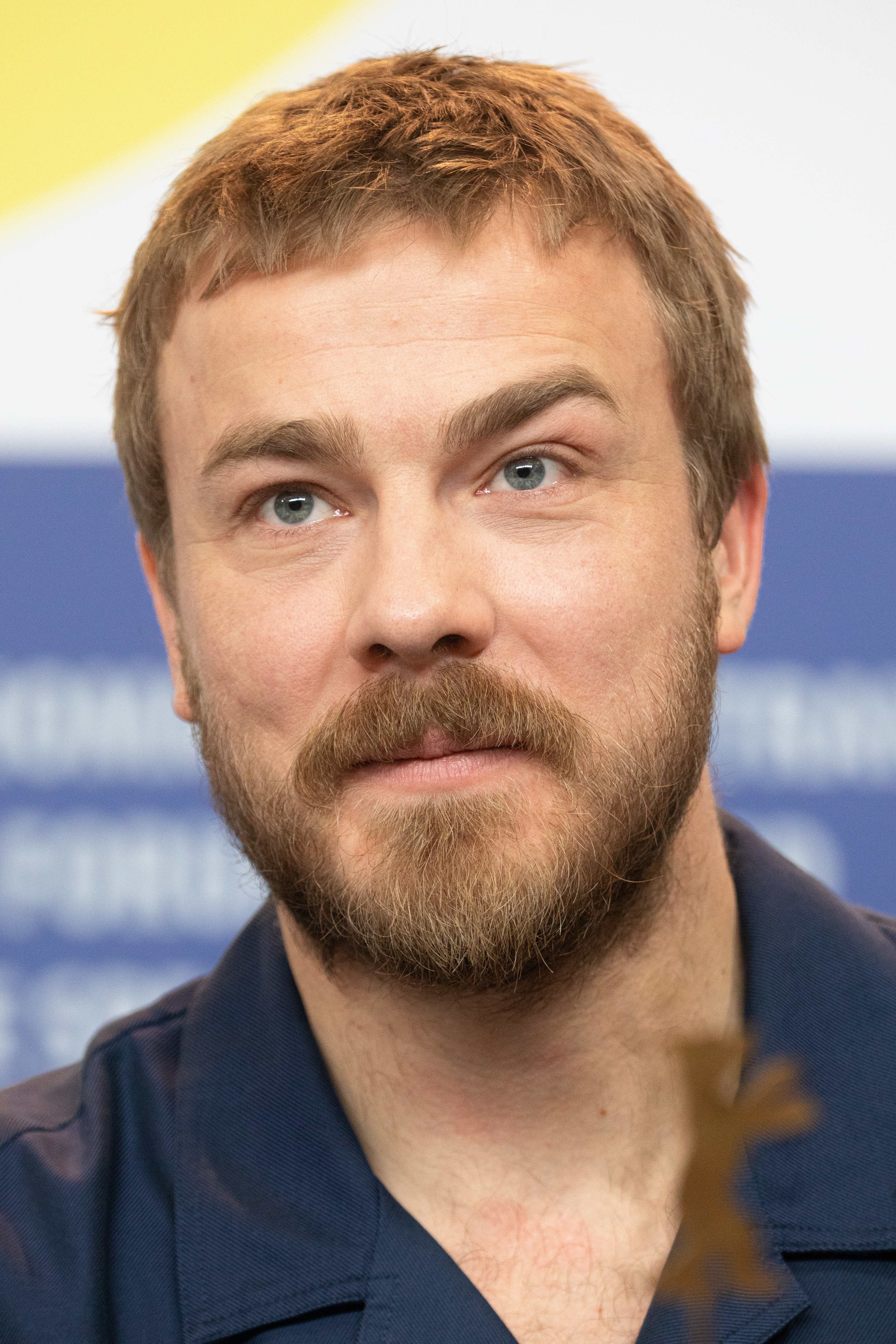
Albrecht Schuch spielt Stephan Labude

Internationale Filmfestspiele Berlin 2021
- Nominierung für den Goldenen Bären (Dominik Graf)
- Nominierung für den Berlinale-Publikums-Preis[40][41]

Preis der deutschen Filmkritik 2022
- Nominierung als Bester Spielfilm
- Nominierung als Bester Schauspieler (Tom Schilling)
- Nominierung als Bester Schauspieler (Albrecht Schuch, auch für Lieber Thomas)
- Nominierung als Beste Schauspielerin (Saskia Rosendahl)
- Nominierung für den Besten Schnitt (Claudia Wolscht)
- Nominierung für die Beste Musik (Florian van Volxem und Sven Rossenbach)
- Nominierung für die Beste Kamera (Hanno Lentz)[42]